# Trichopria clavatiscapus
Trichopria clavatiscapus is een vliesvleugelig insect uit de familie van de Diapriidae. De wetenschappelijke naam van de soort is voor het eerst geldig gepubliceerd in 1905 door Kieffer.